# The IT Crowd
The IT Crowd (también conocida como Los informáticos en España) es una serie de televisión de comedia de situación creada y escrita por Graham Linehan y producida por Ash Atalla para el canal británico Channel 4. En total se han producido cuatro temporadas, cada una de seis episodios, y un especial de una hora. La serie fue grabada con público en directo en los estudios Teddington. Los dos primeros episodios se emitieron en Channel 4 el viernes 3 de febrero de 2006. 
El nombre de la serie se refiere a los departamentos de IT, tecnologías de la información (Information Technology), en sus iniciales en inglés. Crowd se traduce del inglés como «grupo», «gente» o como «multitud». De este modo, el título quiere hacer un juego de palabras entre el significado «La gente del departamento de TI» y el famoso dicho «dos son compañía, tres son multitud» («Two is company and three is a crowd»). Así pues, la serie comienza con la entrada en el departamento de IT de una tercera compañera. El nombre también juega con «the in crowd» («in» en minúsculas: aquí se refiere a que es el «grupo de moda»); aunque no se puede hacer una traducción al castellano que conserve tantos significados. Una de las claves de humor de esta serie es la existencia en la serie de páginas, pósteres o referencias a cosas relacionadas con la informática que todo el mundo conoce, como es el caso de la parodia de Facebook llamada Friendface en el capítulo 5 de la tercera temporada.
Por primera vez en esta cadena, cada capítulo estuvo disponible para descargarse a través de la página web de la emisora durante los siete días previos a su emisión en televisión. Estas descargas solamente estaban disponibles para los espectadores del Reino Unido y fueron distribuidas utilizando el formato Windows Media Video. Cada descarga se codificó mediante DRM, a excepción de los dos primeros episodios. Fue nominada como Mejor comedia de situación (sitcom) para los premios suizos de televisión, Rose d'Or 2006.

## Argumento
The IT Crowd se desarrolla en las oficinas de Industrias Reynholm, una ficticia compañía situada en Londres. Se centra en el día a día de tres miembros del departamento informático, situado en un desordenado, sucio y caótico sótano, que además contrasta fuertemente con las fantásticas vistas de Londres de las que disfruta el resto de la organización.
Moss y Roy, los dos técnicos, son tildados de socialmente ineptos, muy estudiosos y «nerds». Desprecian a la compañía por depender de sus conocimientos tecnológicos y a su vez son despreciados por el resto de sus compañeros. Roy demuestra gran experiencia en el mundo de la informática de empresa y sabe que con dos sencillas preguntas se arreglan el 90% de los problemas: «¿Ha probado a reiniciarlo?» y «¿Está seguro de que está enchufado?». Los amplios y complejos conocimientos de Moss para todas las cuestiones técnicas se reflejan en unas sugerencias tan exactas como indescifrables; además, demuestra muy poca capacidad para enfrentarse a temas tan cotidianos como apagar un pequeño incendio o matar una araña.
Jen, la nueva miembro del equipo, es una persona no técnica, aunque en su currículum ponga que tiene una «amplia experiencia trabajando con ordenadores». Denholm, el jefe de la compañía, que también es un completo desconocedor de las cuestiones técnicas, queda convencido en su primera entrevista de sus conocimientos informáticos y la pone al frente del departamento de servicio al usuario. Al poco de estar en la empresa, es ascendida al cargo de Jefe de Relaciones, aunque sus esfuerzos por acercar el trabajo de los técnicos al resto del personal suelen acabar con el efecto contrario, dejando a Jen en situaciones tan ridículas como el resto de sus compañeros de equipo.

## Reparto

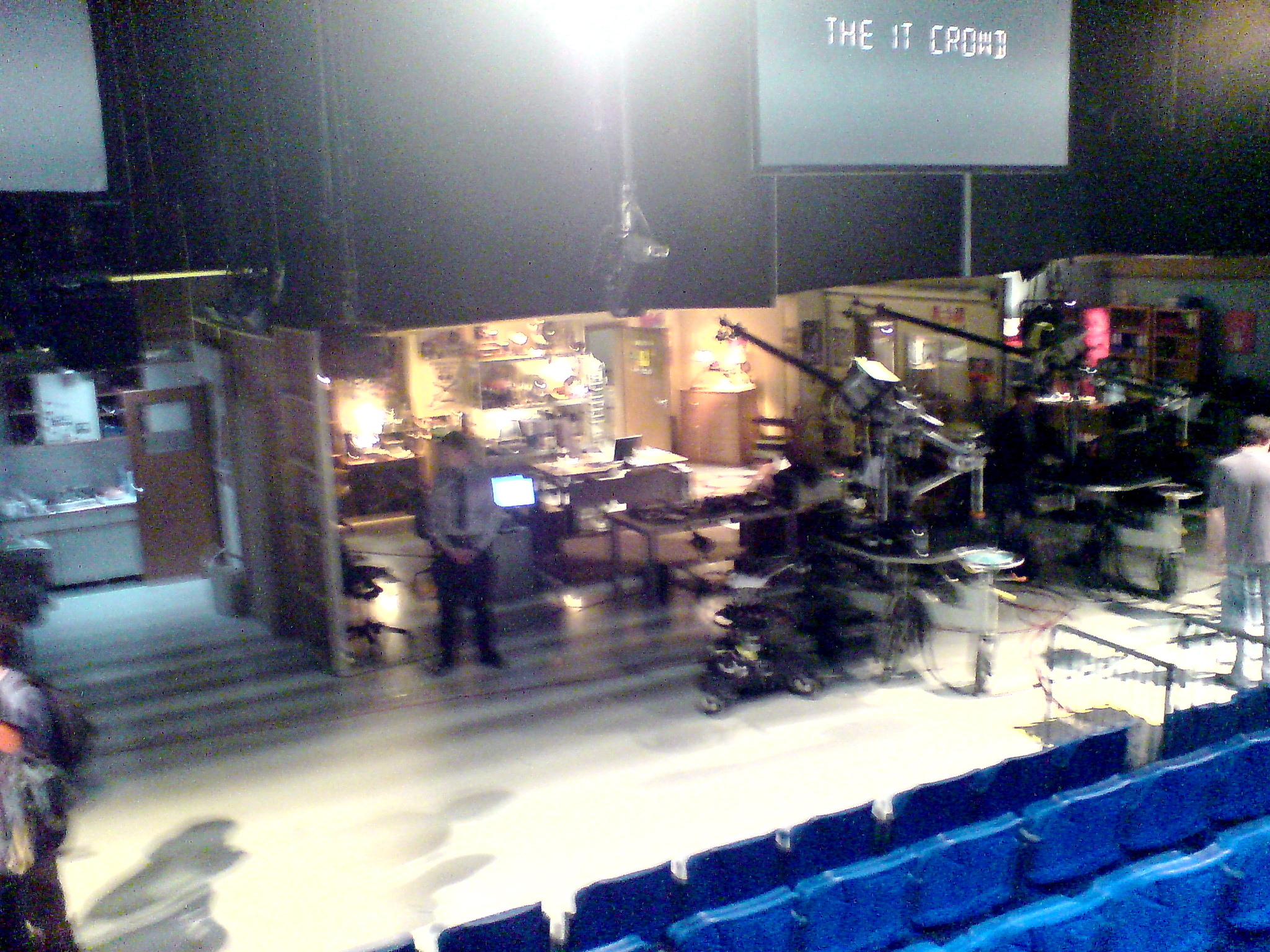
Imagen del escenario de The IT Crowd.

- Roy Trenneman - Chris O'Dowd: Roy es un apalancado, técnico de IT bastante vago que hace grandes esfuerzos para esquivar su trabajo diario. Se alimenta de comida basura (donuts, pizza, pasteles) y tiene pocos recuerdos sobre sus estudios, aunque demuestra que es sobradamente capaz de hacer su trabajo. Es un gran aficionado de los cómics y suele leerlos en horas de trabajo. En cada episodio lleva una camiseta significantemente nerd/geek.[1] Antes de ser un chico IT era camarero. Su origen irlandés suele ser motivo de bastantes gags dentro de la serie.

- Maurice Moss - Richard Ayoade: Moss (32 años) es el típico nerd. Muestra signos tanto del síndrome de Asperger como de tener un comportamiento típicamente de un nerd. Los detalles graciosos de este personaje vienen de sus comentarios y de su detallado y exhaustivo conocimiento. Vive con su madre y concierta citas en línea. Tanto él como Roy sienten que nunca tendrán el reconocimiento que desean en la empresa.

- Jen Barber - Katherine Parkinson: Jen es una mujer que se incorpora al departamento en el primer episodio. Es nueva en la compañía, nombrada responsable del área de forma accidental por su jefe, el Sr. Denholm, a pesar de su desconocimiento sobre ordenadores o tecnología en general. Pronto adapta el cargo a responsable de relaciones humanas. Ha admitido su propensión a contar mentiras para alcanzar sus objetivos, como demuestra su actual cargo como responsable del departamento.

- Denholm Reynholm - Chris Morris: Denholm es el director de Industrias Reynholm. Es una parodia de un directivo moderno, siempre dispuesto a proponer nuevas y casi siempre ridículas iniciativas, como los baños mixtos, los seminarios para combatir el estrés y otras ideas igualmente lamentables, todas ellas con la intención de mejorar la productividad de una compañía que apuesta por contratar gente atractiva que trabajan más bien poco, ocupando su tiempo en un embrollo de relaciones adúlteras entre ellos. Denholm se distrae con facilidad y presta poca atención a la gente con la que conversa.

- Richmond Avenal - Noel Fielding: Es un extraño chico gótico (que es alguien que se identifica con la estética promovida por las bandas de rock gótico) cuya devoción hacia la banda de gothic metal Cradle of Filth acaba con su carrera como segundo de a bordo de la compañía. Trabaja solo en la sala de servidores, tras la puerta roja, ignorado por el resto del departamento, quizás en homenaje a la película de Tim Burton, Eduardo Manostijeras. Además, observando sus gestos y su manera de actuar se percibe claramente una alusión al Drácula que interpretó Béla Lugosi en los años 1930.

- Douglas Reynholm - Matt Berry: Es el hijo del director de Industrias Reynholm, no hace aparición en la serie hasta el suicidio de su padre Denholm cuando hereda la empresa convirtiéndose en el nuevo director. Tiene un carácter bastante extrovertido y tiene juicios pendientes por acoso a mujeres.

### Apariciones especiales
- Daniel Carey - Oliver Chris: Es el guardia de seguridad del que Jen se enamora, pero desgraciadamente sus planes de romance se desvanecen en el momento en que él requiere de su ayuda en el programa ¿Quién quiere ser millonario? y esta lo defrauda.

- Rebecca - Hannah Bourne: Rebecca acude a una cita con Roy después que él pusiera un anuncio clasificado en línea queriendo parecer un psicópata.

- Paul - Danny Wallace: Casi es despedido por Denholm de su cargo como asesor cultural debido a su errónea elección del obsequio para el cliente japonés. El mismo Denholm cambia de idea al ver que censura a tiempo los insultos de Jen hacia el cliente japonés.

- Bill Crouse - Adam Buxton: Acude a una cita con Jen y después de que Moss le dice que ella ha muerto, cuenta por toda la oficina que él fue la última persona que se acostó con ella. Su apodo es "The News" (La Gacetilla) porque es propenso a pregonar los nombres de las mujeres con las que se acuesta.

- Dr. Julian Holmes - Toby Longworth: Visita la empresa para dar una charla para aprender a reducir el estrés, aunque él mismo acaba bastante estresado por culpa de Moss y Roy.

- Dr. Mendall - Frances Barber: Es la psiquiatra de la compañía que tiene un rollo con Moss. Roy dice que es idéntica a su madre.

- Judy - Cheryl Fergison: Una mujer terriblemente fea con la que Roy tiene un roce. Él dice de ella que tiene pelo en los ojos y tres filas de dientes.

- Victoria Reynholm - Belinda Stewart-Wilson: Es la mujer dada por muerta por Douglas Reynholm. Se autodeclara ser anormal.

## Temporadas
| Temporadas | Episodios | Fecha de lanzamiento     | Fecha fin                |
| ---------- | --------- | ------------------------ | ------------------------ |
| 1.ª        | 6         | 3 de febrero de 2006     | 3 de marzo de 2006       |
| 2.ª        | 6         | 24 de agosto de 2007     | 28 de septiembre de 2007 |
| 3.ª        | 6         | 21 de noviembre de 2008  | 26 de diciembre de 2008  |
| 4.ª        | 6         | 25 de junio de 2010      | 30 de julio de 2010      |
| Especial   | 1         | 27 de septiembre de 2013 | 27 de septiembre de 2013 |

- La primera  temporada comenzó el 3 de febrero de 2006 con el episodio "Yesterday's Jam" y se compone de 6 episodios.
- La segunda temporada de la serie también se compone de 6 episodios, y se dio inicio el 24 de agosto de 2007 con el episodio "The Work Outing".
- La tercera temporada se inició el 21 de noviembre de 2008 con el episodio "From Hell" y también cuenta con 6 episodios.
- La cuarta temporada comenzó el 25 de junio de 2010, cuenta con 6 episodios y el primero de ellos lleva como título "Jen The Fredo".[2]

Graham Linehan confirmó en Reddit que la serie no regresará para una quinta temporada, pero sí anunció que estaba entre sus planes hacer un especial y que estaba considerando la posibilidad de hacer una película sobre The IT Crowd. Finalmente, el 27 de septiembre de 2013 se estrena el capítulo desenlace. Este último duró una hora.

### Capítulo final especial
El 7 de mayo de 2013, se publicó una noticia en http://insidetv.ew.com/ acerca que la serie tendrá un final especial y luego el creador de la serie, Graham Linehan, confirmó que era verdad.
El 13 de junio de 2013, el creador de la serie, Graham Linehan, llamó a participar en este último capítulo al público en general enviando una foto o video.
El 27 de septiembre de 2013 se emitió el capítulo especial que cerró definitivamente la serie, llamado "The Internet Is Coming"

### Noche especial de IT Crowd
El 24 de diciembre de 2013 se emitió un especial de una hora llamado "The IT Crowd Manual", un documental narrado por Stephen Mangan donde Graham Linehan muestra tras la cámara los mejores momentos de la serie, así como una entrevista a los personajes de la serie y amigos.

## DVD
La primera temporada se comenzó a vender en Gran Bretaña con el título "The IT Crowd - Version 1.0" el 13 de noviembre de 2006. Los menús del DVD están hechos de forma que parezcan parte de un juego de un ZX Spectrum. Mientras seleccionas el capítulo o estás eligiendo los extras, caricaturas de los personajes de la serie son los protagonistas de juegos clásicos.
En este momento se está preparando una versión internacional del DVD con subtítulos en formato 1337 (leet) que hacen referencia a las varias palabras y frases que algunos televidentes no entienden por su oscuro carácter nerd.

### Extras
- Cut Scenes
- Behind The IT Crowd
- Hidden Out-takes 2
- Hello friend
- Do it yourself

## Emisión internacional
- Iberoamérica: Fue emitiida por el canal I.Sat.

- Argentina: Intentó realizar una adaptación local pero fue cancelado por falta de interés. Sin embargo, la versión original fue emitida por el El Nueve entre el 2010 y 2011.

- Australia: ABC 1 en el año 2006.

- Chile: Se emitió por RED Televisión.

- Cuba: Se emitió por el único canal privado Multivisión en el año 2010 con el nombre de El grupo IT.

- España: El entonces canal de pago Canal+ comenzó a emitir la primera temporada en noviembre del 2007, bajo el nombre de Los informáticos.

- Irlanda: Fue emitida por RTÉ2.

- México: Iba a ser emitido por el Canal 5 de Televisa, pero fue emitido por Canal Once con el nombre original de The IT Crowd.

- Colombia: Se emitió en el Canal Caracol alrededor del 2008 o 2009. Posteriormente, volvería a emitir en Citytv desde el 2013 al 2016.

- Perú: Se emitió en Red Global (hoy ATV Plus) y luego se emitió en Panamericana Televisión por un tiempo.

- Venezuela: Se iba hacer emitido por RCTV, pero debido al cierre de su señal abierta, se emitió en el canal La Tele durante el 2007 al 2009. Volvería a emitirse en Ávila Televisión en el 2021.

- El Salvador: Se emitió en el año 2013 por TVX. Sin embargo, debido a la popularidad de la serie, sigue emitiendo hasta la fecha en algunas ocasiones, principalmente en la medianoche.

## Remakes
- En 2007 se produjo un remake estadounidense de resultado fallido. Tomando el nombre de la serie original, The IT Crowd,[8] donde Richard Ayoade reinterpretaba a Maurice Moss.  En 2012 el piloto se filtró en la red.[9][10]

- En octubre de 2014, se anunció que la NBC iba desarrollar otro piloto, producido por Bill Lawrence.[11] Como el anterior intento, no llegó a emitirse.[12]

- Un tercer intento de remake, fue confirmado por la NBC en enero de 2018. A diferencia de las dos versiones anteriores, contará con el creador original Graham Linehan como escritor y productor ejecutivo.[12]

- También existe una versión alemana, de junio de 2007, protagonizado por Sky du Mont, Sebastian Münster, Stefan Puntigam y Britta Horn.[13]